# Tryblidioidea
Tryblidioidea (Tryblidiacea), Izumrla natporodica morskih mekušaca iz reda Tryblidiida, razred jednoljušturaša (Monoplacophora). Obuhvaća porodice Neopilinidae, Tryblidiidae, Bipulvinidae, Drahomiridae, Proplinidae